# Olathe (Kansas)
Olathe – miasto w Stanach Zjednoczonych, w stanie Kansas, w hrabstwie Johnson.   Około 121 tys. mieszkańców (2009).
Jest częścią obszaru metropolitalnego miasta Kansas City.

## Miasta partnerskie
- Ocotlán, Meksyk
- Maebashi, Japonia